# RSA Security
RSA, The Security Division of EMC Corporation (NYSE: EMC, conocida también por RSA Security) es una empresa (que cotiza en NASDAQ) dedicada a la criptografía y al software de seguridad. Su sede se ubica en Bedford, Massachusetts, y tiene sucursales en Irlanda, Reino Unido, Singapur y Japón. Pertenece a la EMC Corporation desde el 14 de septiembre de 2006.
Anteriormente se denominaba Security Dynamics, que la adquirió en 1996 y a la DynaSoft AB en 1997.
El nombre RSA es una sigla formada por las iniciales del primer apellido de sus fundadores, Ron Rivest, Adi Shamir y Len Adleman, profesores del Massachusetts Institute of Technology.
Esta empresa organiza anualmente la conferencia RSA Conference, que trata sobre seguridad informática.
De sus varios productos destacan las bibliotecas criptográficas B-SAFE, los mecanismos de autenticación SecurID y el algoritmo criptográfico RSA.
En diciembre de 2013 se hizo público que la Agencia de Seguridad Nacional Americana pagó 10 millones de dólares por poner una puerta trasera en uno de sus productos.